# Žontuja
Žontuja je majhen nenaseljen otok v Jadranskem morju. Pripada Hrvaški. Nahaja se severozahodno od Zelene lagune.
V državnem programu za zaščito in uporabo majhnih, občasno naseljenih in nenaseljenih otokov ter okoliškega morja Ministrstva za regionalni razvoj in sklade Evropske unije je otok Žontuja uvrščen med otoke z manjšo nadmorsko reliefno površino (kamni različnih oblik in velikosti). Površina otoka je 2.409 m2. Pripada mestu Poreč.